# Kathryn L. Cottingham
Kathryn Linn Cottingham es una matemática y bióloga estadounidense, profesora de Ecología, Evolución, Medio Ambiente y Sociedad en el Centro John Sloan Dickey para la Comprensión Internacional en Dartmouth College. Es miembro de la Ecological Society of America y de la Asociación Estadounidense para el Avance de la Ciencia. Desde 2020 es jefa de redacción de la revista Ecology.

## Biografía
Cottingham obtuvo su licenciatura en la Universidad Drew en 1990. Aquí se especializó en matemáticas y biología, y fue jugadora de lacrosse y hockey sobre césped. Cottingham jugó Lacrosse en el Torneo de la División III de la Asociación Atlética Colegial Nacional durante su primera temporada y estuvo en el equipo que ganó el campeonato de la Conferencia del Atlántico Medio de 1988. Fue la única atleta de la División III de la NCAA en ganar uno de los premios Disney Scholar-Athlete Awards. Se trasladó a la Universidad de Wisconsin-Madison para realizar sus estudios de posgrado, donde obtuvo su maestría y doctorado bajo la supervisión de Steve Carpenter. Obtuvo una beca de posgrado de la National Collegiate Athletic Association. Su investigación de doctorado en el Centro de Limnología evaluó los efectos de los nutrientes y la estructura de la red alimentaria en el plancton de agua dulce. Formó parte de la primera cohorte de investigadores postdoctorales en el Centro Nacional de Análisis y Síntesis Ecológicos, donde desarrolló indicadores de alerta temprana y formas de estudiar la dinámica comunitaria.

## Investigación y carrera profesional
Cottingham estudia la dinámica de las comunidades de plancton de los lagos y las relaciones entre los ecosistemas acuáticos y terrestres. Se incorporó a la facultad de Dartmouth College en 1998. Ha estudiado las razones por las que se producen las cianobacterias y las consecuencias de la proliferación de algas en los lagos de agua clara con pocos nutrientes. Ha investigado también sobre las formas de gestionar el crecimiento de estas floraciones y mitigar su impacto negativo en los ecosistemas. Cottingham demostró que las floraciones de cianobacterias crean sus propios entornos optimizados, impulsando el ciclo del nitrógeno y el fósforo en lagos que de otro modo serían bajos en nutrientes. Trabaja además con científicos informáticos para utilizar macro datos e inteligencia artificial para comprender las cianobacterias en la Costa Este de los EE. UU. Los datos se recopilan mediante botes robóticos, boyas y drones equipados con cámaras.
Cottingham también trabaja en la salud ambiental, en particular, la presencia de arsénico en los alimentos y el agua potable. Su investigación de 2012 sobre el consumo de arroz de las mujeres embarazadas y la exposición al arsénico fue seleccionada por el Instituto Nacional de Ciencias de la Salud Ambiental (NIEHS por sus siglas en inglés) como uno de los artículos más importantes del año. Cottingham identificó que las mujeres que comían arroz tenían concentraciones de arsénico urinario considerablemente más altas que aquellas que no consumían arroz. Continuó demostrando que el vino blanco, la cerveza, las coles de Bruselas y el salmón aumentaban significativamente los niveles de arsénico en los seres humanos.

### Carrera académica
De 2017 a 2019, Cottingham fue Directora del Programa de la Fundación Nacional de Ciencias en la División de Biología Ambiental. Regresó a Dartmouth College en 2019. Cottingham trabaja en varios proyectos de participación pública, incluida la actuación como vicepresidente de los Consejos Asesores Científicos de la Asociación Protectora de Lake Sunapee y el Proyecto Jefferson en Lake George.

## Premios y reconocimientos
- Miembro electo de 2015 de la Sociedad Ecológica de América[15]
- Miembro elegido en 2019 de la Asociación Estadounidense para el Avance de la Ciencia[16]

## Publicaciones seleccionadas
- Cottingham, Kathryn L. (1997). «Resilience and restoration of lakes». Conservation Ecology 1: 2-3.
- Cottingham, Kathryn L. (2000). «The relationship in lake communities between primary productivity and species richness». Ecology 81 (10): 2662-2679. doi:10.1890/0012-9658(2000)081[2662:TRILCB]2.0.CO;2.
- Cottingham, Kathryn L. (2001). «Biodiversity may regulate the temporal variability of ecological systems». Ecology Letters 4: 72-85. doi:10.1046/j.1461-0248.2001.00189.x.

Cottingham es la editora jefe de Ecology.